# Virachola jacksoni
Virachola jacksoni är en fjärilsart som beskrevs av Talbot 1935. Virachola jacksoni ingår i släktet Virachola och familjen juvelvingar. Inga underarter finns listade i Catalogue of Life.